# Jakob Brøchner Madsen
Jakob Brøchner Madsen (født i Randers) er en dansk professor i økonomi der siden 2006 har været professor ved instituttet for økonomi ved Monash Universitet i Australien.
Han er kendt for op gennem 2000'erne at have gjort forudsigelser om finanskrisen.

## Baggrund og karriere
Han er født i Randers
- Cand.eocon. fra Aarhus Universitet (1983). (Titel på afhandling: Dynamiske aspekter af Obligation- og Pengefinanserede Finanspolitikker).
- Forskningsassistent ved Institut for regionale studier, Åbenrå.
- Finansiel analytiker, Jyske Bank (1984-87).
- Vice-cheføkonom og leder af afdelingen for Dansk og International Økonomi, Økonomisk Forskningsafdeling, Jyske Bank (1987-88).
- Deltager i Avanceret Studie-program indenfor forskningen af Økonomisk Politik ,Kiel Institute of World Economics (Tyskland) (1988-89).
- Ph.d i økonomi, Department of Economics, Research School of Social Sciences, Australian National University (1990-91)
- Underviser, School of Economics, Flinders University of South Australia (1992-95).
- Underviser, Department of Economics, University of Southampton (1995-96).
- Senior-underviser, Department of Economics, University of Western Australia (1997-98).
- Professor i Økonomi og Finans, Department of Economics and Finance, Brunel University, London (2000-02).
- Professor (MSO) i Økonomi, Københavns Universitet (2002-06).
- Professor i Økonomi, Monash University i Australien. (2006-)

Han har udgivet mere end 60 artikler i internationalt citerede tidskrifter, herunder Economic Journal, Journal of International Economics, Economica, Journal of Economic History, Economics Letters, Journal of International Money and Finance, Southern Economic Journal and Explorations in Economic History. Forskningsområderne er makroøkonomi, økonomisk vækst, makro-finans, anvendt økonometri og makroøkonomi under Depressionen.

## Udtalelser om den økonomiske udvikling
Jakob Brøchner Madsen har siden 2003 advaret om, at de stærkt stigende boligpriser ville ende i en bristet boligboble, hvilket ville sende verden ud i en langvarig lavkonjunktur. 
| Citat                       | Der er noget helt rivravruskende galt. Vi ser nogle store bobler, og hvis de brister, er der ingen backup. Huspriser og aktiekurser er helt ude af proportion. Og det går galt. Men jeg ved ikke hvornår. Men det går galt. Det hele ser dårligt ud for familien Danmark, | Citat |
| Jakob Brøchner Madsen, 2004 | |       |

Professoren udtalte i 2005: "Den hastige udbredelse af afdragsfrie lån er meget problematisk og giver en betydelig stigning i risikoen ved at sidde i egen bolig i dag i forhold til tidligere"
| Citat                       | Indførelsen af de afdragsfrie lån var en kriminalitet. Lånemarkedet skulle aldrig være liberaliseret | Citat |
| Jakob Brøchner Madsen, 2008 | |       |

Han mener, at kreditspiralen i opgangstiden fik lov til at gå alt for vidt. Bankerne lånte ukritisk ud til højre og venstre, og det var her, regeringer og politikere skulle have grebet ind lang tid, inden den globale økonomi begyndte at hvirvle mod jorden. "Nu er det for sent. Det fundamentale problem er, at der har udviklet sig en enormt stor uligevægt på de globale markeder. Og hvis der har været en uligevægt, så hjælper det ikke at smide en masse penge i økonomien. Uligevægten skal jo finde tilbage i et harmonisk niveau, og så kan vi starte forfra," siger Jakob Brøchner Madsen. 
Han påpeger, at det ikke nytter noget at gå imod de naturlige økonomiske kræfter, og derfor er de penge, som verdens regeringer og centralbanker poster ud, spildte. "Bankerne vil jo alligevel ikke låne flere penge ud, selvom de bliver støttet af staten. Bankerne siger: Hvorfor skal jeg låne ud? Det taber jeg jo bare penge på," siger økonomiprofessoren. Jakob Brøchner Madsen mener nemlig ikke, at redningspakkerne redder bankernes tillid til at låne ud. Og det er et problem, fordi der skal kreditter til at få økonomien i gang igen. Den nuværende krise skyldes, at blandt andet centralbankerne har været uopmærksomme de sidste mange år, og at den førte pengepolitik i økonomiprofessorens øjne har været "helt godnat". 
| Citat                       | Centralbanken har simpelthen snorksovet, fordi de kun tænkte på at holde inflationen nede, og det har den jo været. Derfor syntes centralbankerne jo, at den hellige grav er velforvaret, og det har simpelthen lullet dem i søvn. Det er en kæmpe fadæse, | Citat |
| Jakob Brøchner Madsen, 2008 | |       |

Jakob Brøchner Madsen vil ikke spå om, hvor længe der går, inden verdensøkonomien igen finder sine ben at stå på. 
"Det vil tage mere end to år at komme på fode igen. Men det er svært at sige noget om, for vi har aldrig set noget som det her i verdenshistorien," siger professoren. Han mener i øvrigt ikke, at der er noget, som verdens regeringer kan gøre for at afhjælpe krisen. Hjælpepakkerne vil ikke have nogen reel virkning."De kan ikke gøre ret meget lige nu. De har hænderne bundet på ryggen, og jeg føler lidt, at de spilder borgenes penge," siger Jakob Brøchner Madsen.
Jakob Brøchner Madsen er bekymret over, hvor få andre økonomer, der lyttede til hans advarsler.
| Citat                       | Det er bemærkelsesværdigt, hvor lidt universitetsøkonomer har sat sig ind i finansielle modeller. Den nuværende finanskrise skyldes primært, at markedet for derivater er løbet fuldstændig løbsk. Men der er stort set ingen universitetsøkonomer, der ved, hvad et derivat er. Vi snakker om et marked på størrelse med hele verdens årlige BNP, som de ikke har sat sig ind i, | Citat |
| Jakob Brøchner Madsen, 2008 | |       |

Overvismand Peter Birch Sørensen har sagt følgende om sin tidligere kollegas forudsigelser:
| Citat                      | Hvis man år efter år stædigt fastholder, at boligpriserne vil falde, så får man stensikkert ret på et eller andet tidspunkt. Men kunsten er at forudsige, hvornår priserne vil vende, og hvor kraftigt omsvinget bliver. Vismændene har ikke været specielt gode til at forudsige udviklingen i boligpriserne, men i al beskedenhed så har vore prognoser for udviklingen på kort og mellemlangt sigt hidtil været mere præcise end Jakob Brøchner Madsens | Citat |
| Peter Birch Sørensen, 2008 | |       |

## Publikationer
- “Are there Diminishing Returns to R&D?” Economic Letters, 2007, 95, 161-166 (ledende artikel).
- “Equity Prices, Productivity Growth and the New Economy,” Economic Journal, 2006, 116, 791-811 (med P. Davis).
- “Employment and Total Factor Productivity Convergence,” Kyklos, 2006, 59, 527-555 (med D. Greasley).
- “Investment and Uncertainty: Precipitating the Great Depression in the USA,” Economica, 2006, 73, 393-412 (med D. Greasley).
- “The Dynamic Interaction between Equity Prices and Supply Shocks,” Quarterly Journal of Business and Economics, 2006, 45, 3-30 (ledende artikel).
- “Does Inflation Exaggerate the Equity Premium?” Journal of Economic Studies, 2006, 33, 344-356 (med K. Kyriacou og B. Mase).
- “A Tale of Two Peripheries: Real Wages in Denmark and New Zealand 1875-1939,” Scandinavian Economic History Review, 2006, 54, 116-136 (med D. Greasley).
- “The Price-Dividend Relationship in Inflationary and Deflationary Regimes,” Finance Research Letters, 2, 2005, 260-269 (med Costas Milas).
- “Specification Errors in Estimates of the NAIRU,” Labour, 19, 2005, 563-593.
- “The Fisher Hypothesis and the Interaction between Share Returns, Inflation and Supply Shocks,” Journal of International Money and Finance, 24, 2005, 103-120.
- “A Century of Economic Growth: The Social Returns to Investment in Equipment and Structures,” Manchester School, 73, 2004, 101-122.
- “Price and Wage Stickiness during the Great Depression,” European Review of Economic History, 8, 2004, 263-295.
- “Institutional Changes and Strike Activity in OECD-Countries: A Reply to Elke Jahn,” Homo Oeconomicus, 20, 2004, 429-436. (with L Goerke).
- “Labour Disputes in the Twentieth Century: An International Comparison and Evaluation of Theories,” Homo Oeconomicus, 20, 2004, 391-421. (with L Goerke).
- “The Length and the Depth of the Great Depression: An International Comparison,” Research in Economic History, 22, 2004, 239-288.
- “Inflation and Investment,” Scottish Journal of Political Economy, 50, 2003, 375-397.
- “Equity Prices, Share Price Valuation, Crashes and Depressions,” Nationaløkonomisk Tidsskrift (Journal of the Danish Economic Society), 141, 2003, 3-34.
- “The Household Balance Sheet, Uncertainty and the Onset of the Great Depression,” Research in Economic History, 21, 2003, 55-77 (with D Greasley).
- “Earnings-Related Unemployment Benefits and Unemployment,” Economic Systems, 27, 2003, 41-62 (with L Goerke).
- “The Share Market Boom and the Recent Disinflation in the OECD Countries: The Tax-Effects, the Inflation-Illusion, and the Risk-Aversion Hypotheses Reconsidered,” Quarterly Review of Economics and Finance, 42, 2002, 115-141.
- “Share Returns and the Fisher Hypothesis Reconsidered,” Applied Financial Economics, 12, 2002, 565-574.
- “The Causality between Investment and Economic Growth,” Economics Letters, 74, 2002, 157-163.
- “Agricultural Crises and the International Transmission of the Great Depression,” Journal of Economic History, 61, 2001, 327-365.
- “A Model of Employment and Real Wages under Imperfect Competition,” Journal of Post-Keynesian Economics, 24, 2001, 165-178 (with H Bloch).
- “Labour Demand and Wage Induced Innovations: Evidence from the OECD Countries,” International Review of Applied Economics, 15, 2001, 323-334 (med R. Damania).
- “Trade Barriers and the Collapse of World Trade during the Great Depression,” Southern Economic Journal, 67, 2001, 848-868. (Modtog Georgescu-Roegen-prisen dor bedste artikel publiceret i Southern Economic Journal i året 2000-01 (nr. 67)).
- “Disinflation, Real Income Uncertainty and the Demand for Consumer Durables in a Mean-Variance Model of Portfolio Selection,” Manchester School, 69, 2001, 179-196.
- “Income Uncertainty and Consumer Spending during the Great Depression,” Explorations in Economic History, 38, 2001, 225-251 (med D. Greasley og L. Oxley).
- “Consumption, Liquidity Constraints, Uncertainty and Temptation: An International Comparison,” Journal of Economic Psychology, 22, 2001, 61-89 (med M. McAleer).
- “Direct Tests of the Permanent Income Hypothesis under Uncertainty, Inflationary Expectations and Liquidity Constraints,” Journal of Macroeconomics, 22, 2000, 229-252 (med M. McAleer).
- “Real Wages in Australia and Canada, 1870-1913: Globalization versus Productivity,” Australian Economic History Review, 40, 2000, 178-198 (med D. Greasley og L. Oxley).
- “On Errors in Variables Bias in Estimates of Export Price Elasticities,” Economics Letters, 63, 1999, 313-319.
- “General Equilibrium Macroeconomic Models of Unemployment: Can They Explain the Unemployment Path in the OECD?” Economic Journal, 108, 1998, 850-867.
- “New Keynesian versus New Classical Theories of Aggregate Supply: Evidence from 22 OECD Countries,” Scottish Journal of Political Economy, 45, 1998, 273-293.
- “Errors-in-Variables, Supply Side Effects, and Price Elasticities in Foreign Trade,” Weltwirtschaftliches Archiv, 134, 1998, 612-637.
- “Asymmetric Price Adjustment in a Menu-Cost Model,” Journal of Economics, 68, 1998, 295-309 (med B. Yang).
- “The NAIRU and Classical Unemployment in the OECD Countries,” International Review of Applied Economics, 12, 1998, 165-185.
- “Tests of the Lucas Supply Curve with Price Expectational Data,” Applied Economics Letters, 4, 1997, 195-197.
- “Pricing-to-Market and the Efficiency of Macroeconomic Policies in Open Economies with Floating Exchange Rates,” Journal of Post-Keynesian Economics, 19, 1997, 225-242.
- “Forecasts with Production Expectations Integrated into a Macroeconomic Model,” Recherches Economique de Louvain, 63, 1997, 3-12.
- “Macroeconomic Adjustment and Policy in South Africa,” Journal for Studies in Economics and Econometrics, 21, 1997, 23-43.
- “The Inflation and Supply Side Consequences of Demand Side Shocks,” Australian Economic Papers, 36, 1997, 265-282.
- “Tests of the Factor Price Equalization Theorem,” Journal of Economic Integration, 11, 1996, 146-159.
- “The Macroeconomic Effects of a Switch from Direct to Indirect Taxes: An Empirical Assessment,” Scottish Journal of Political Economy, 43, 1996, 566-578, (med D. Damania).
- “Formation of Inflation Expectations: From the Simple to the Rational Expectations Hypothesis,” Applied Economics, 28, 1996, 1331-1337.
- “Monetary Policy and Macroeconomic Equilibrium in an Oligopolistic Economy,” Journal of Macroeconomics, 17, 1995, 651-665, (med R. Damania).
- “Inflation and Aggregate Demand Shocks,” Journal of Policy Modeling, 17, 1995, 659-666.
- “Macroeconomic Policies in a Supergame Oligopolistic Economy,” Empirica, 22, 1995, 235-244, (med D. Damania).
- “Accounting for Supply, Integration and Income in Foreign Trade,” Applied Economics, 26, 1994, 53-63 (med D. Damania).
- “Wage Gap and Technology,” Kyklos, 47, 1994, 95-108.
- “The Real Wage Gap and Unemployment in the OECD,” Australian Economic Papers, 33, 1994, 96-106.
- “The Rise in the UK Unemployment: The Search for an Explanation,” International Review of Applied Economics, 8, 1994, 251-265.
- “Forecasts of Inflation with Price Expectations,” Applied Economics Letters, 1, 1994, 92-95.
- “Tests of Rationality versus an ‘Over-Optimist’ Bias,” Journal of Economic Psychology, 15, 1994, 587-599.
- “The Formation of Production Expectations in Manufacturing Industry for Nine Industrialised Countries,” Empirical Economics, 18, 1993, 501-21.
- “The Predictive Value of Production Expectations in Manufacturing Industry,” Journal of Forecasting, 12, 1993, 273-289.
- “Formation of Production Expectations under Risk,” Journal of Economic Psychology, 12, 1991, 101-119.